# Jogos do Império Britânico e da Commonwealth de 1966
Os Jogos do Império Britânico e da Commonwealth de 1966  foram realizados em Kingston, Jamaica, entre 4 de agosto e 13 de agosto.
Kingston é até hoje a única cidade caribenha a sediar o evento, vencendo por 17 votos a cidade de Edimburgo, na Escócia, que obteve 15 votos. A terceira colocada foi a então Salisbury, na Rodésia, com apenas cinco votos.

## Modalidades
- Atletismo
- Badminton
- Boxe
- Ciclismo
- Esgrima
- Lutas
- Natação
- Halterofilismo
- Saltos ornamentais
- Tiro desportivo

## Países participantes

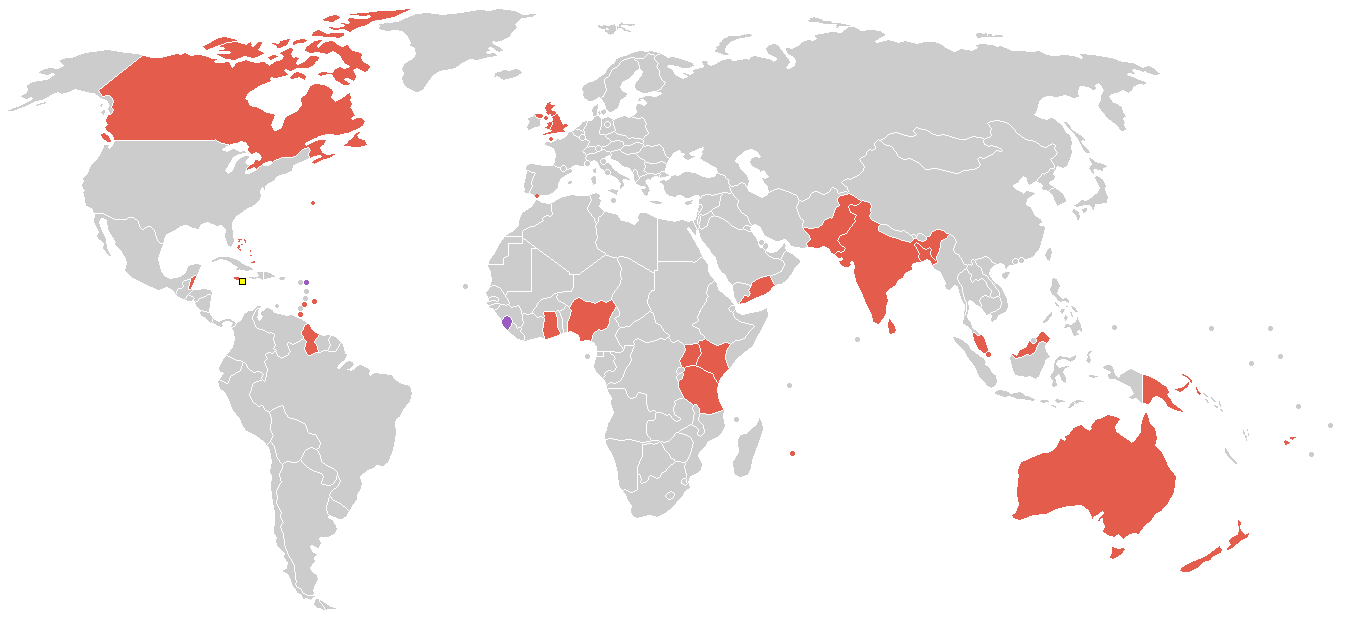
Países participantes.

| - Antígua - Arábia do Sul - Austrália - Barbados - Bahamas - Bermuda - Canadá - Ceilão - Escócia - Fiji - Gana |  | - Gibraltar - Guiana - Honduras Britânicas - Ilha de Man - Índia - Inglaterra - Irlanda do Norte - Jamaica - Jersey - Malásia - Maurício |  | - Nova Zelândia - País de Gales - Papua-Nova Guiné - Paquistão - Quênia - São Vicente - Serra Leoa - Singapura - Tanganica - Trinidad e Tobago - Uganda |

## Medalhistas
| Ordem | País              | Medalha de ouro | Medalha de prata | Medalha de bronze | Total |
| ----- | ----------------- | --------------- | ---------------- | ----------------- | ----- |
| 1     | Inglaterra        | 33              | 24               | 23                | 80    |
| 2     | Austrália         | 23              | 28               | 22                | 73    |
| 3     | Canadá            | 14              | 20               | 23                | 57    |
| 4     | Nova Zelândia     | 8               | 5                | 13                | 26    |
| 5     | Gana              | 5               | 2                | 2                 | 9     |
| 6     | Trinidad e Tobago | 5               | 2                | 2                 | 9     |
| 7     | Paquistão         | 4               | 1                | 4                 | 9     |
| 8     | Quênia            | 4               | 1                | 3                 | 8     |
| 9     | Índia             | 3               | 4                | 3                 | 10    |
| 10    | Nigéria           | 3               | 4                | 3                 | 10    |
| 11    | País de Gales     | 3               | 2                | 2                 | 7     |
| 12    | Malásia           | 2               | 2                | 1                 | 5     |
| 13    | Escócia           | 1               | 4                | 4                 | 9     |
| 14    | Irlanda do Norte  | 1               | 3                | 3                 | 7     |
| 15    | Ilha de Man       | 1               | 0                | 0                 | 1     |
| 16    | Jamaica           | 0               | 4                | 8                 | 12    |
| 17    | Bahamas           | 0               | 1                | 0                 | 1     |
| 18    | Bermudas          | 0               | 1                | 0                 | 1     |
| 19    | Guiana            | 0               | 1                | 0                 | 1     |
| 20    | Uganda            | 0               | 1                | 0                 | 1     |
| 21    | Papua-Nova Guiné  | 0               | 0                | 3                 | 3     |
| 22    | Barbados          | 0               | 0                | 1                 | 1     |

     País sede destacado.